# Acidodontium trachyticola
Acidodontium trachyticola är en bladmossart som beskrevs av Brotherus 1903. Acidodontium trachyticola ingår i släktet Acidodontium och familjen Bryaceae. Inga underarter finns listade i Catalogue of Life.